# 蒙哥馬利堡 (紐約州)
蒙哥馬利堡（英語：Fort Montgomery）是位於美國紐約州奧蘭治縣的普查規定居民點。

## 人口
根據2020年美國人口普查的數據，蒙哥馬利堡的面積為4.85平方千米，當中陸地面積為4.77平方千米，而水域面積為0.08平方千米。當地共有人口1627人，而人口密度為每平方千米335.46人。